# فرودگاه جنوب شرقی هیانگ
فرودگاه جنوب شرقی هیانگ (به انگلیسی: Hoeyang Southeast Airport) یک فرودگاه نظامی است . این فرودگاه در کشور کره شمالی قرار دارد و در ارتفاع ۳۳۳ متری از سطح دریا واقع شده‌است.